# Kamp De Rips
Kamp De Rips was een rijkswerkkamp in de gemeente Bakel en Milheeze in de Nederlandse provincie Noord-Brabant.
Het kamp werd eind 1940 gebouwd in opdracht van de Rijksdienst voor de Werkverruiming te 's-Hertogenbosch. Er waren vier woonbarakken, die  plaats boden aan 192 bewoners. Er was een hoofdingang aan de Oude Rips en aan de zijkant waren twee kleine ingangen. Rechts van de hoofdingang stond een gebouw met keuken, kantine en berging. Bovendien woonden daar de kampbeheerder en de kok. De eerste bewoners waren Amsterdamse werklozen, die hier vrijwillig werkten aan de ontginning van de Klotterpeel in De Rips en de ontginningen voor de steenkoolmijn Laura. Hun loon was 30 cent per uur, dit was hoger dan de voorheen gekregen werklozenuitkering.

## Chinezen
Na de meidagen van 1940 verboden de Duitsers het om de Rotterdamse haven uit te varen, en werden 120 Chinezen tijdelijk ondergebracht bij de Chinese gemeenschap in Katendrecht en in diverse opvangtehuizen. Eind 1941 vertrokken de Amsterdamse bewoners en werden zij in De Rips ondergebracht. Ook zij moesten ontginnen in de Peel. Zij verdienden 25 cent per uur. In 1942 werd er een vijfde barak gebouwd omdat er via het Gewestelijk Arbeidsbureau in Zwolle nog 25 Chinezen naar het kamp kwamen. Zij moesten de bossen van Beestenveld kappen en verzagen en vervolgens de stobben verwijderen, die voor het maken van houtskool gebruikt werden.
De Chinezen hadden veel vrijheid. Om de week mochten ze op familiebezoek gaan in Rotterdam. Ze namen dan verse groenten, eieren en andere levensmiddelen mee. Op terugweg hadden ze dan rijst bij zich, en soms fietsbanden. Voor het extra geld wat ze met hun handel verdienden, kochten ze vaak jenever of brandewijn.  Nadat Italië afviel als exporteur van rijst, werden de Chinezen onrustig, want het karige Nederlandse eten stelde hen niet tevreden. Er ontstonden relletjes, ook omdat de lonen verschilden. Na een onderzoek departement van Sociale Zaken werd de toelage van de Chinezen met 25% verhoogd.
De Chinezen waren geen gemakkelijke arbeiders. Regelmatig braken er gevechten uit tussen de Chinezen uit Hongkong en uit Shanghai. In de avonduren werd er gedronken en gegokt. De enige vrouwen in het kamp waren Ripse meisjes die kwamen schoonmaken, maar voor hen hadden de Chinezen geen belangstelling.
In december 1943 werd open tb bij Wong Kung vastgesteld, waarna iedereen, ook de dorpsbewoners, onderzocht moest worden. Er werden 121 positieve reacties bij kinderen vastgesteld.
Na de start van Operatie Market Garden probeerden de Duitsers de Chinezen in te zetten voor de aanleg van veldversterkingen, maar de meeste Chinezen verdwenen. De meesten gingen terug naar Rotterdam. Nadat Antwerpen als haven weer was opengesteld, gingen veel Chinezen daarheen, zodat ze konden aanmonsteren bij een geallieerd vrachtschip.

## Britten en Canadezen
Het verlaten kamp kreeg een opknapbeurt. Op 25 september 1944 werd het dorp door het Britse leger bevrijd. Deze vestigden een tijdelijk hoofdkantoor in de pastorie van De Rips, terwijl de troepen de barakken van het kamp betrokken. Een van de barakken werd een ziekenpost.
In oktober 1944 werden drie barakken bijgebouwd die  de AMES 9422 eenheid had meegenomen. Britse en Canadese militairen betrokken de nieuwe barakken met hun mobiele radiozend- en ontvangststations, die daar tot 12 april 1945 dienstdeden. De Canadezen hadden ook een levendige ruilhandel met de Ripse bevolking: eieren en verse groeten tegen sigaretten en chocolade. Eind april 1944 was het kamp weer verlaten.
Na de capitulatie kwamen er gerepatrieerde Nederlanders in het kamp. Velen hadden in Duitse werkkampen of gevangenissen gezeten. Daar werden ze geregistreerd, ontluisd en van kleding voorzien.
Kamp De Rips werd vervolgens een Centraal Vrijwilligerskamp. Ongeveer 1000 oorlogsvrijwilligers werden verspreid over dit kamp, kamp Hulten, kamp Wanroy en kamp Hilvarenbeek. Ze droegen burgerkleding en kregen geen persoonlijk wapen, hetgeen hen teleurstelde. Wel kregen ze veel sport en leerden ze Maleis. Om de verveling te doden leende een aantal van hen een kruiwagen bij een boer om in de omgeving oude mijnen en munitie zoeken. Op 23 juli 1945 vertrokken 300 vrijwilligers uit deze kampen naar Engeland om in Malvern Wells bij Worchester een opleiding te krijgen. Hier kregen ze ook eindelijk een uniform. In juli 1945 vertrok de laatste vrijwilliger uit De Rips.

## Dienstplichtigen
Op 2 mei 1945 kwamen de eerste dienstplichtigen in kamp De Rips aan voor een zesweekse Eerste Oefening. Hierna kwamen nog zeven dergelijke lichtingen in het kamp. Er kwam een stormbaan, en er werd les gegeven in camouflage en velddienst. Vanaf 1 mei 1946 stond het kamp onder bevel van de  Commandant Infanterie Depot Indië. Vanaf 1 april 1947 stond het kamp weer leeg.

## Dienstweigeraars
De nieuwe bewoners waren dienstweigeraars. Waarschijnlijk werden principiële dienstweigeraars hier geplaatst om hun vervangende dienstplichttijd te vulden met ontginningswerkzaamheden op de nog resterende woeste gronden rond het dorp. Voor een deel betrof het Jehova's getuigen en fanatieke socialisten, maar de dorpelingen zochten geen contact met hen.
In 1951 werden de barakken gesloopt.
Almere · Beugelen · Kamp De Bruine Enk · Dobbendal · Eerde · Heitraksgoor · Hilvarenbeek · Hooghalen · Havelte · Kloosterhaar · Nuis · Overbroek · De Pieterberg · De Rips · Ronde Huis · Schoonloo · De Vecht · Vledder · Vosseveld · Waterloo (Lisiduna) · Wierden I · Wyldemerk